# Butanol
Butanol je alkohol s štirimi ogljikovimi atomi, atomom kisika in desetimi atomi vodika. Ima molekulsko formulo C4H9OH in 4 izomere:
```
butan-1-ol
         CH
3
-CH
2
-CH
2
-CH
2
-OH
(tudi 
n
-butanol
)
```

```
butan-2-ol
         CH
3
-CH
2
-CH(OH)-CH
3

(tudi 
sec
-butanol
)
```

```
izobutil alkohol
        CH
3
-CH-CH
3

                            |
                            CH
2
OH
```

```
                            OH
                            |

terc
-butil alkohol
      CH
3
-C-CH
3

(tudi 
t
-butanol
)            |
                            CH
3
```